# OHL經典賽
OHL經典賽（OHL Classic at Mayakoba）是美國高爾夫PGA巡迴賽的賽事之一，於2007年2月19日至25日舉辦了首屆賽事。OHL經典賽是21世紀PGA巡迴賽首個在墨西哥舉辦的賽事。2013年，OHL經典賽一度被排出PGA巡迴賽，不過在2013-14賽季，OHL經典賽又重回PGA巡迴賽。

## 外部連結
- 官方网站
- Coverage on the PGA Tour's website（页面存档备份，存于）